# Christine Elise

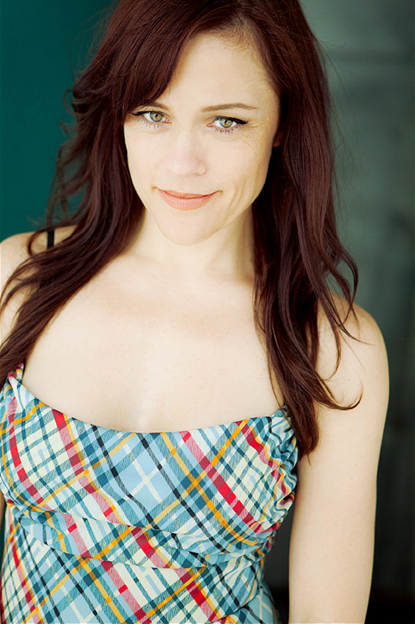
Christine Elise (2009)

Christine Elise McCarthy (* 12. Februar 1965 in Boston, Massachusetts) ist eine US-amerikanische Schauspielerin.

## Leben
Christine Elise wurde in Boston, Massachusetts geboren. Ihre Schulausbildung erfolgte erfolgreich auf der US-amerikanischen Lateinschule Boston Latin School, die sie im Jahre 1983 verließ. Sie war mit ihrem bekannteren Schauspielkollegen Jason Priestley, den sie in der US-Fernsehserie Beverly Hills, 90210 kennenlernte, von 1992 bis in das Jahr 1997 liiert. Sie hatte davor einen Gastauftritt in der 49. Folge (Reine Nervensache, engl. Nemesis) der US-Fernsehserie 21 Jump Street – Tatort Klassenzimmer und spielte an der Seite von Johnny Depp. Danach war sie in einigen Folgen von Emergency Room – Die Notaufnahme zu sehen.

## Deutsche Synchronstimme
Ihre deutsche Synchronstimme stammt unter anderem von Sandra Schwittau, die Bart Simpson synchronisiert.

## Filmografie (Auswahl)

### Schauspielerin
- 1988: Die Gerechten (The Town Bully, Fernsehfilm)
- 1989: TV 101 (Fernsehserie, Folge 1x05 On the Road)
- 1989: Baywatch – Die Rettungsschwimmer von Malibu (Baywatch, Fernsehserie, Folge 1x08 Rookie School – Ein romantisches Wochenende)
- 1989: 21 Jump Street – Tatort Klassenzimmer (21 Jump Street, Fernsehserie, Folge 4x07 Out of Control)
- 1990: Chucky 2 – Die Mörderpuppe ist wieder da (Child’s Play 2)
- 1991–1994: Beverly Hills, 90210 (Fernsehserie, 12 Folgen)
- 1993: Boiling Point – Die Bombe tickt (Boiling Point)
- 1993: Body Snatchers – Angriff der Körperfresser (Body Snatchers)
- 1995–1996: Emergency Room – Die Notaufnahme (ER, Fernsehserie, 17 Folgen)
- 1996–1997: L.A. Firefighters (Fernsehserie, 13 Folgen)
- 1997: Mordmotiv: Mutterliebe (Mother Knows Best, Fernsehfilm)
- 1997: Höllenjagd nach San Francisco (Vanishing Point, Fernsehfilm)
- 1998: The Thin Pink Line
- 1999: Fluchtpunkt Mars (Escape from Mars)
- 2000: The Cactus Kid
- 2000: Der Tod fliegt mit (Nowhere to Land, Fernsehfilm)
- 2003: Judge Koan
- 2005: Law & Order: Special Victims Unit (Fernsehserie, Folge 6x21 Blutsbande)
- 2006: American Hardcore
- 2006: Cold Case – Kein Opfer ist je vergessen (Fernsehserie, Folge 3x11 8 Jahre später)
- 2007: Tell Me You Love Me (Fernsehserie, 5 Folgen)
- 2009: JAG – Im Auftrag der Ehre (Fernsehserie, Folge 8x01 Auf Leben und Tod, Commander Ferraro, Chirurgin)
- 2011: Prom – Die Nacht deines Lebens (Prom)
- 2012: Castle (Fernsehserie, Folge 5x02 Cloudy with a Chance of Murder)
- 2015: The Livingston Gardener
- 2017: Cult of Chucky
- 2019: A Name Without a Place
- 2019: BH90210 (Fernsehserie, 5 Folgen)
- 2021–2022: Chucky (Fernsehserie, 6 Folgen)

### Drehbuchautorin
- 1995–1996: Beverly Hills, 90210 (3 Folgen)